# Serbien och Montenegros förstadivision (volleyboll, damer)
Serbien och Montenegros förstadivision i volleyboll för damer spelades 2003-2006. Den ersatte  Prva liga (högstaserien i Jugoslavien) i samband med att förbundsrepubliken Jugoslavien ombildades till Serbien och Montenegro. I samband med att Serbien och Montenegro splittrades i Serbien och Montenegro splittrades serien i Superliga (Serbien) och Prva liga (Montenegro).

## Upplagor
| Upplaga                   | Podium                   | Podium                   | Podium                   |
| Upplaga                   | Guld                     | Silver                   | Brons                    |
| ------------------------- | ------------------------ | ------------------------ | ------------------------ |
| 2003/2004 mer information | OK Röda stjärnan Belgrad | ŽOK Jedinstvo Užice      | ŽOK Luka Bar             |
| 2004/2005 mer information | ŽOK Jedinstvo Užice      | OK Röda stjärnan Belgrad | ŽOK Spartak Subotica     |
| 2005/2006 mer information | ŽOK Poštar               | ŽOK Jedinstvo Užice      | OK Röda stjärnan Belgrad |

## Medaljörer
| Pos. | Lag                      | Guld | Silver | Brons |
| ---- | ------------------------ | ---- | ------ | ----- |
| 1    | ŽOK Jedinstvo Užice      | 1    | 2      | -     |
| 2    | OK Röda stjärnan Belgrad | 1    | 1      | 1     |
| 3    | ŽOK Poštar               | 1    | -      | -     |
| 4    | ŽOK Luka Bar             | -    | -      | 1     |
|      | ŽOK Spartak Subotica     | -    | -      | 1     |